# Korekyojinn
Korekyojinn (是巨人) (auch Korekyojin geschrieben) ist ein japanisches Progressive-Rock-Powertrio. Die 1998 gegründete Band ist ein Projekt von Mitgliedern verschiedener Bands der vielseitigen japanischen Progressive Rock/Zeuhl-Szene und veröffentlichte Alben auf John Zorns Label Tzadik sowie auf dem japanischen Label Magaibutsu. Der Name der Band bedeutet im Japanischen „dieser Riese“ und ist ein Wortspiel mit den Namen der Bands This Heat und Gentle Giant.
Schlagzeuger Tatsuya Yoshida, Inhaber des Labels Magaibutsu, gründete Ruins und ist unter anderem auch bei Koenjihyakkei und Daimonji aktiv. Bassist Mitsuro Nasuno war Mitglied der Jazzcore-Band Ground Zero und ist ebenfalls Mitglied von Daimonji; Gitarrist Natsuki Kido ist Mitglied von Bondage Fruit.

## Musik
Die von Tatsuya Yoshida komponierte Musik Korekyojinns ist instrumental, die Selbst-Beschreibung auf der Band-Webseite lautet „Progressive Jazz Rock Polyrhythmique“ – „wo Progressive Rock und zeitgenössischer Jazz in atemberaubendem futuristischem Hard Rock Funk kollidieren“.

## Diskografie
- 1999: Korekyojin (Tzadik)
- 2004: Arabesque (Magaibutsu)
- 2005: Isotope (Tzadik)
- 2006: Jackson (Magaibutsu)
- 2009: Swan Dive (Magaibutsu)
- 2011: Doldrums (mit Tsuboy Akihisa) (Magaibutsu)
- 2011: Tundra (Magaibutsu)
- 2015: Fall Line (Magaibutsu)
- 2017: Kaleidoscope (Magaibutsu)